# Augsburger Straße (Buchloe)
Die Augsburger Straße ist eine innerstädtische Straße, die sich in der bayerisch-schwäbischen Stadt Buchloe befindet.
Auf ihr befinden sich sieben Baudenkmäler – vier Häuser, eine Kapelle, zwei Steinkreuze und der aus dem Spätrokokko stammende Ausleger des Gasthofs Stern –, die in der Bayerischen Denkmalliste eingetragen sind. Der stattliche Walmdachbau in der Augsburger Straße 7, der früher als Amtshaus und anschließend als Amtsgericht diente, wurde 1728/29 von dem Baumeister Johann Georg Fischer erbaut.

## Galerie

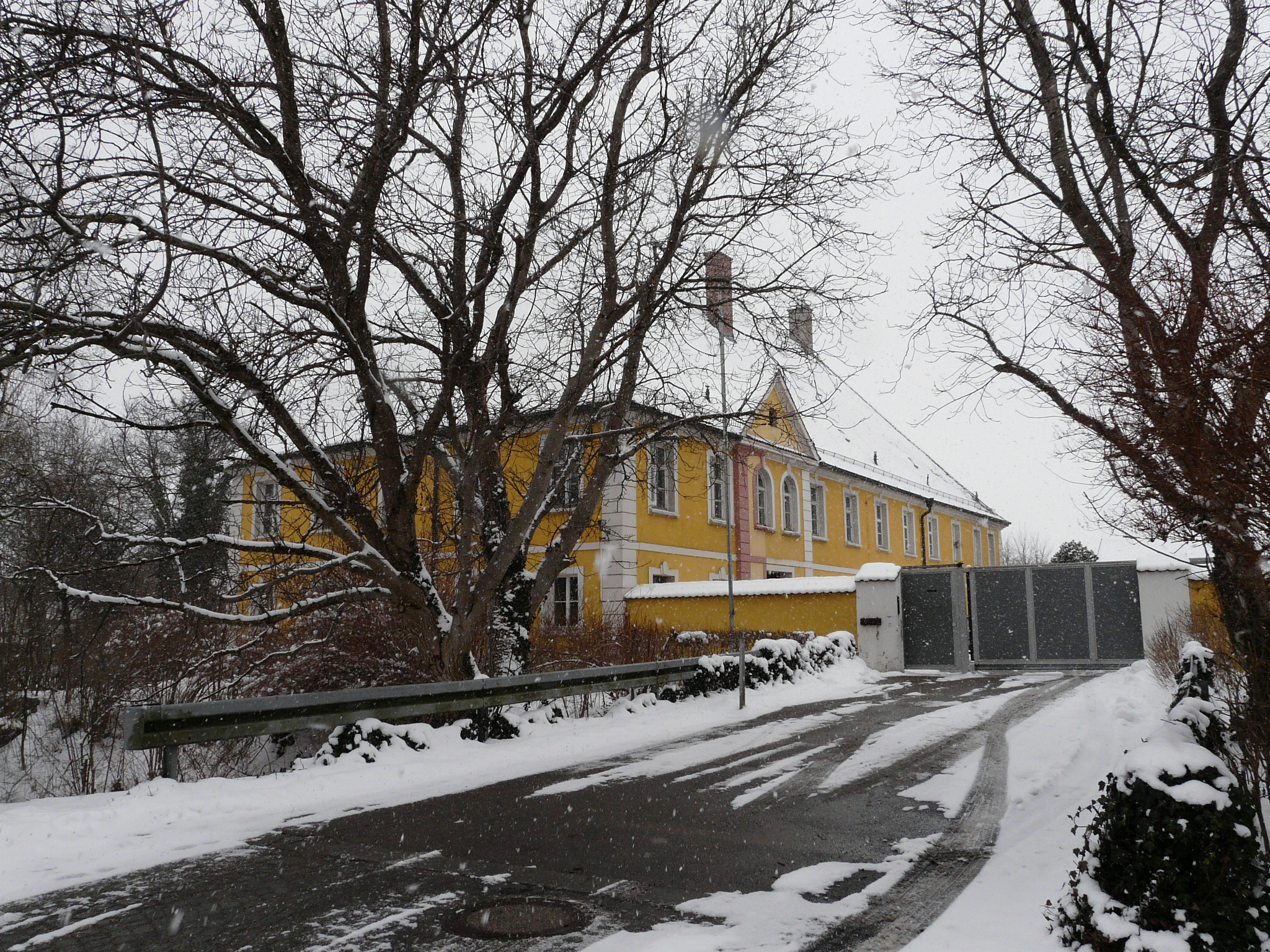
Ehemaliges Amtshaus heutige Polizeiinspektion, Augsburger Straße 7
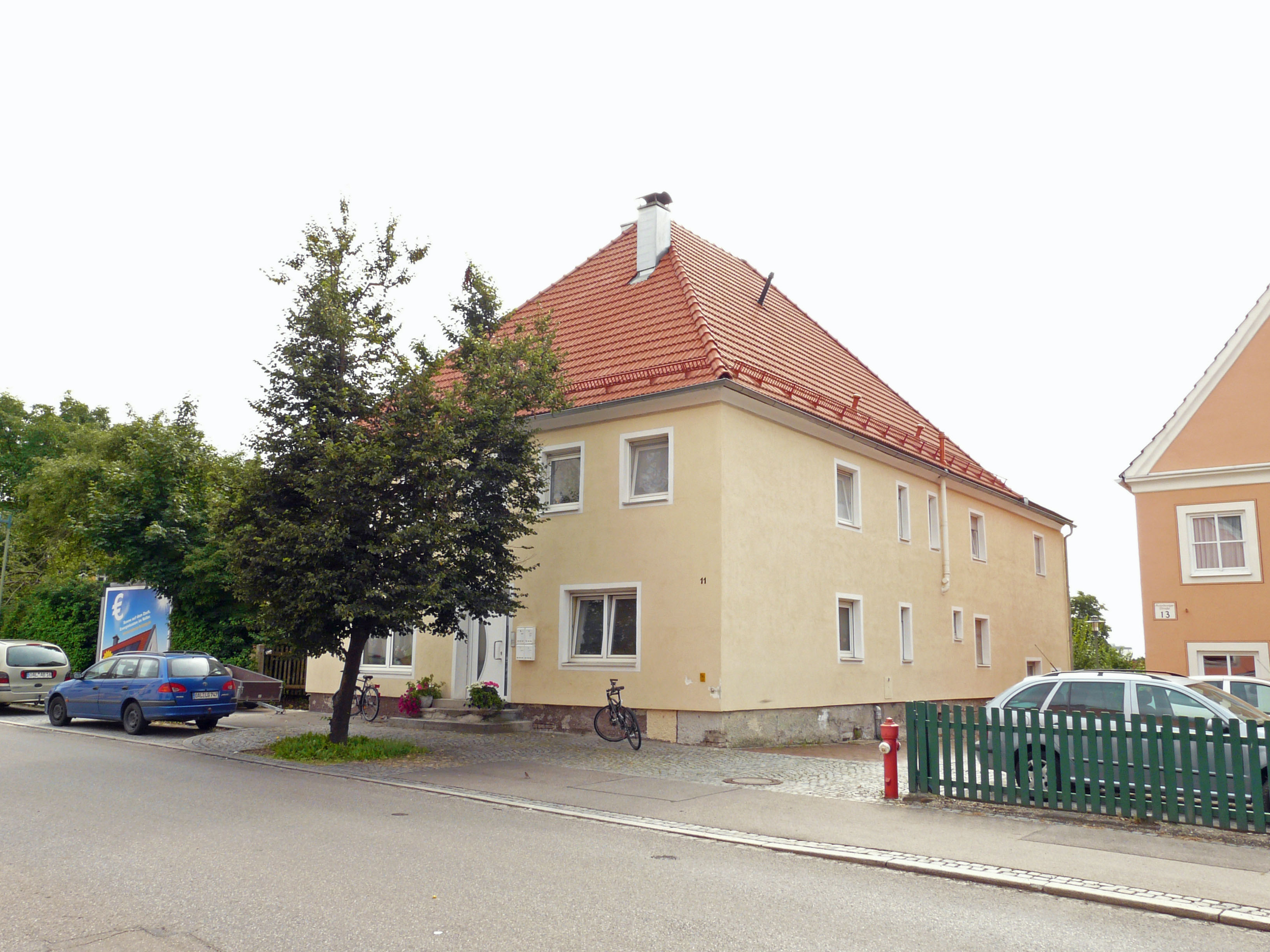
Walmdachhaus, Augsburger Straße 11
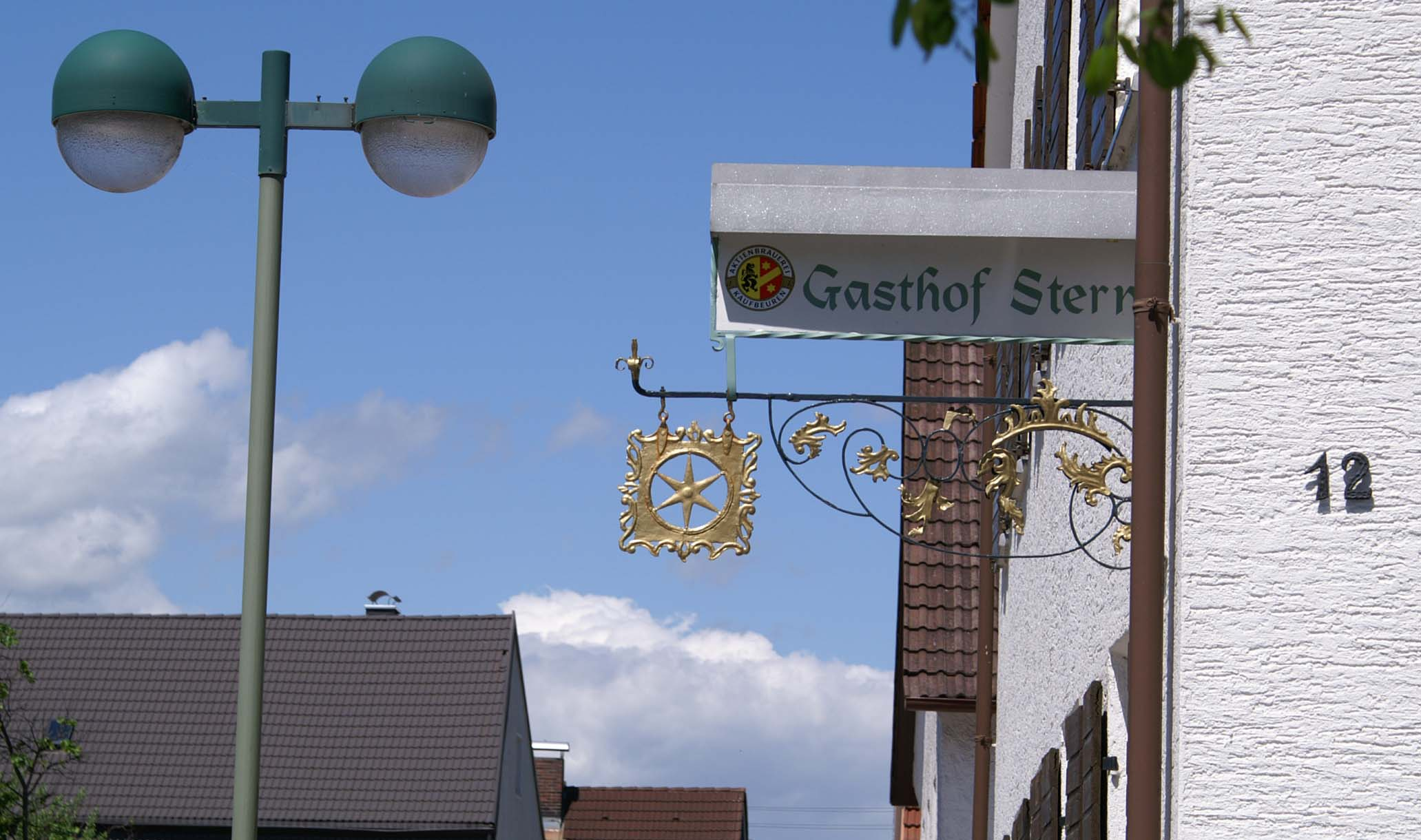
Ausleger, Augsburger Straße 12
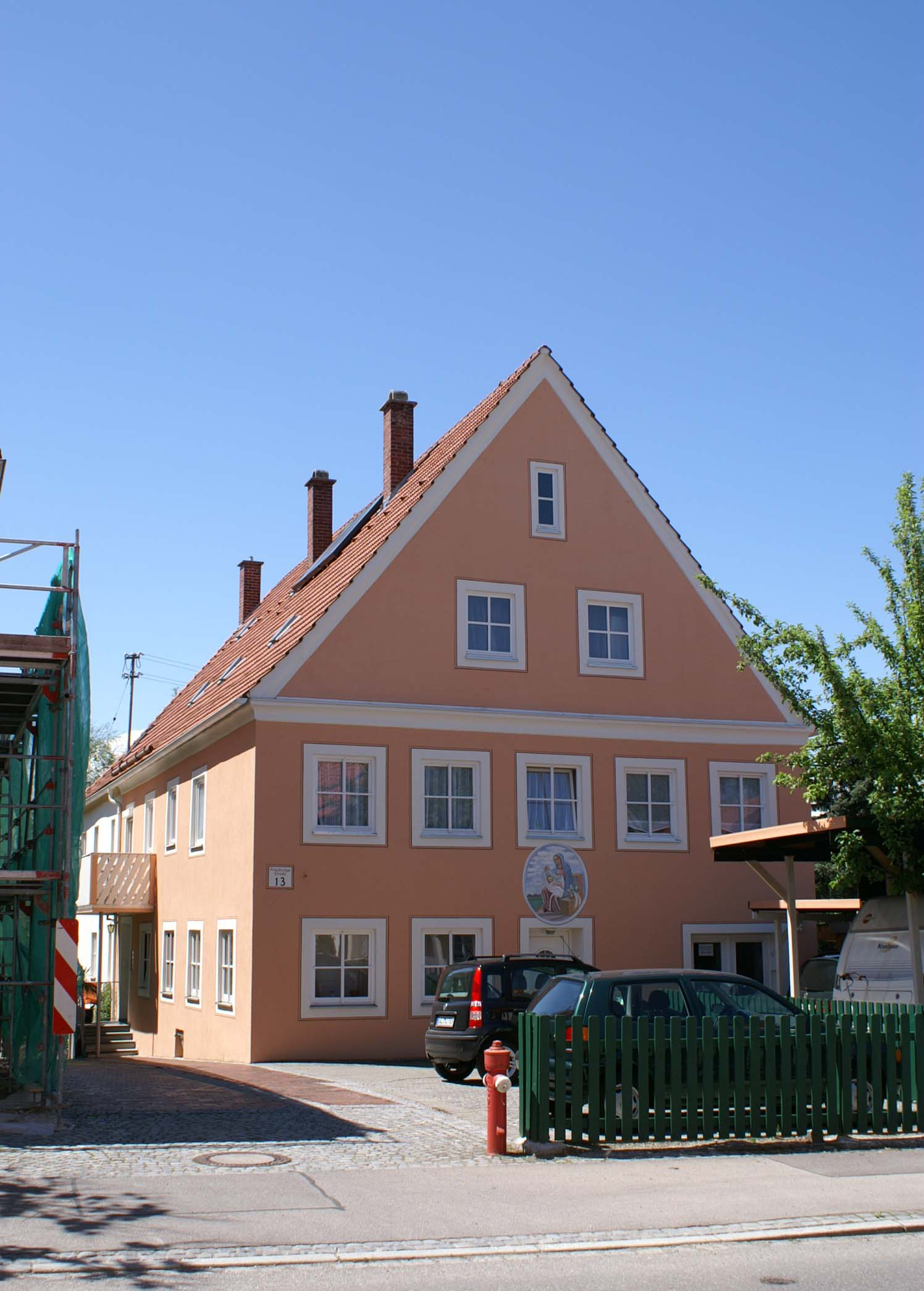
Wohnhaus, Augsburger Straße 13
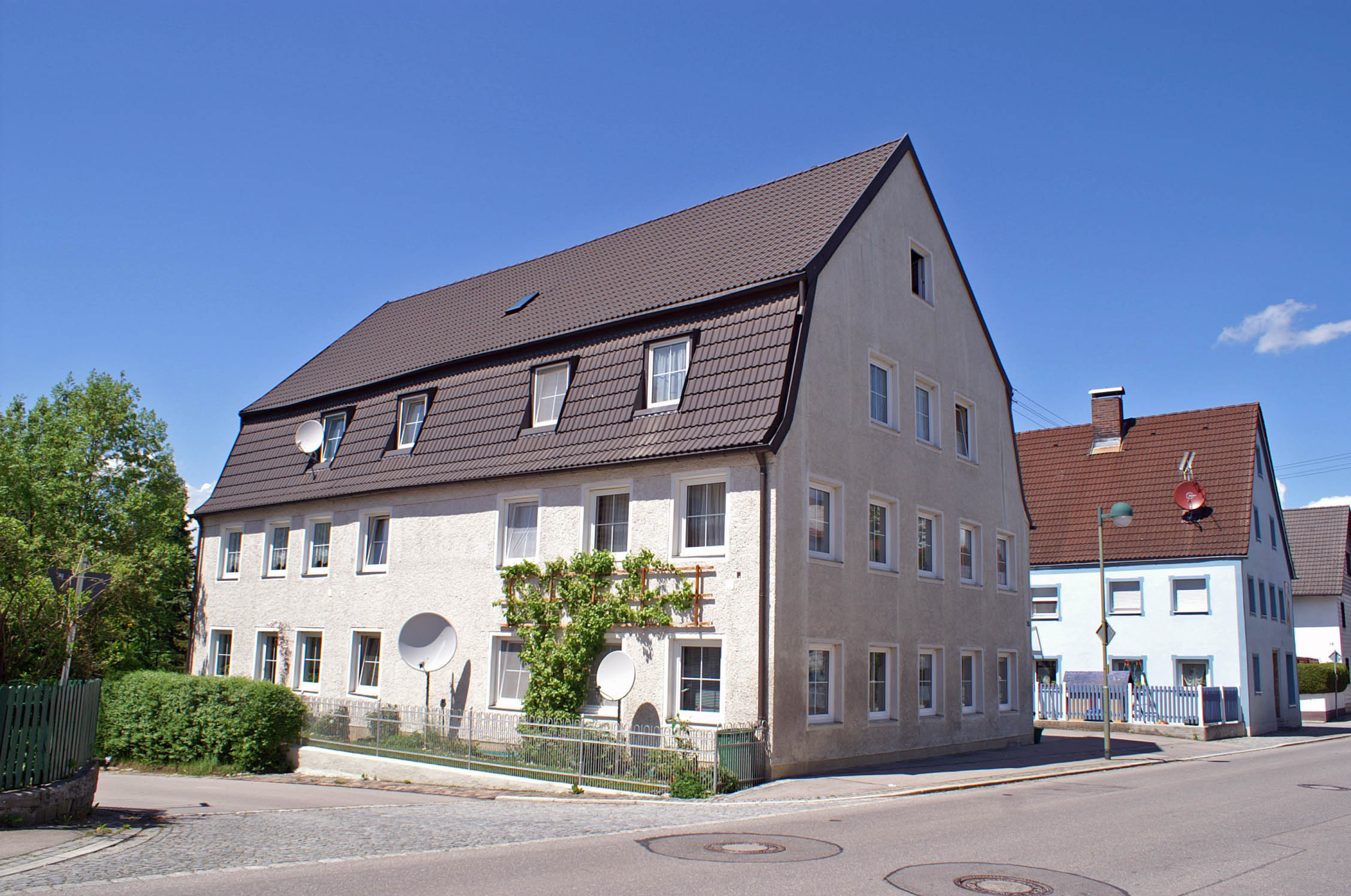
Wohnhaus, Augsburger Straße 15
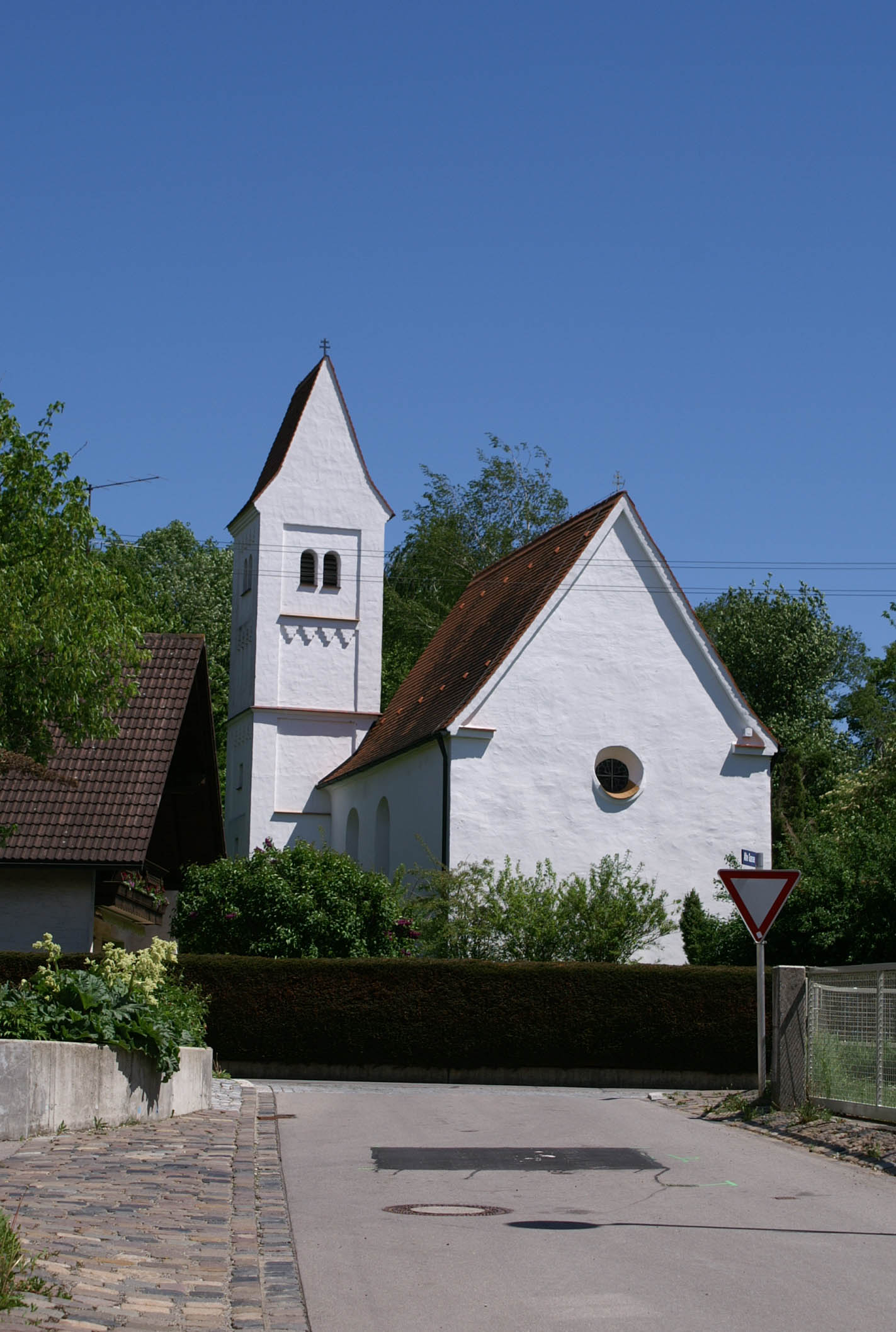
Kirche St. Stephan, Augsburger Straße 30
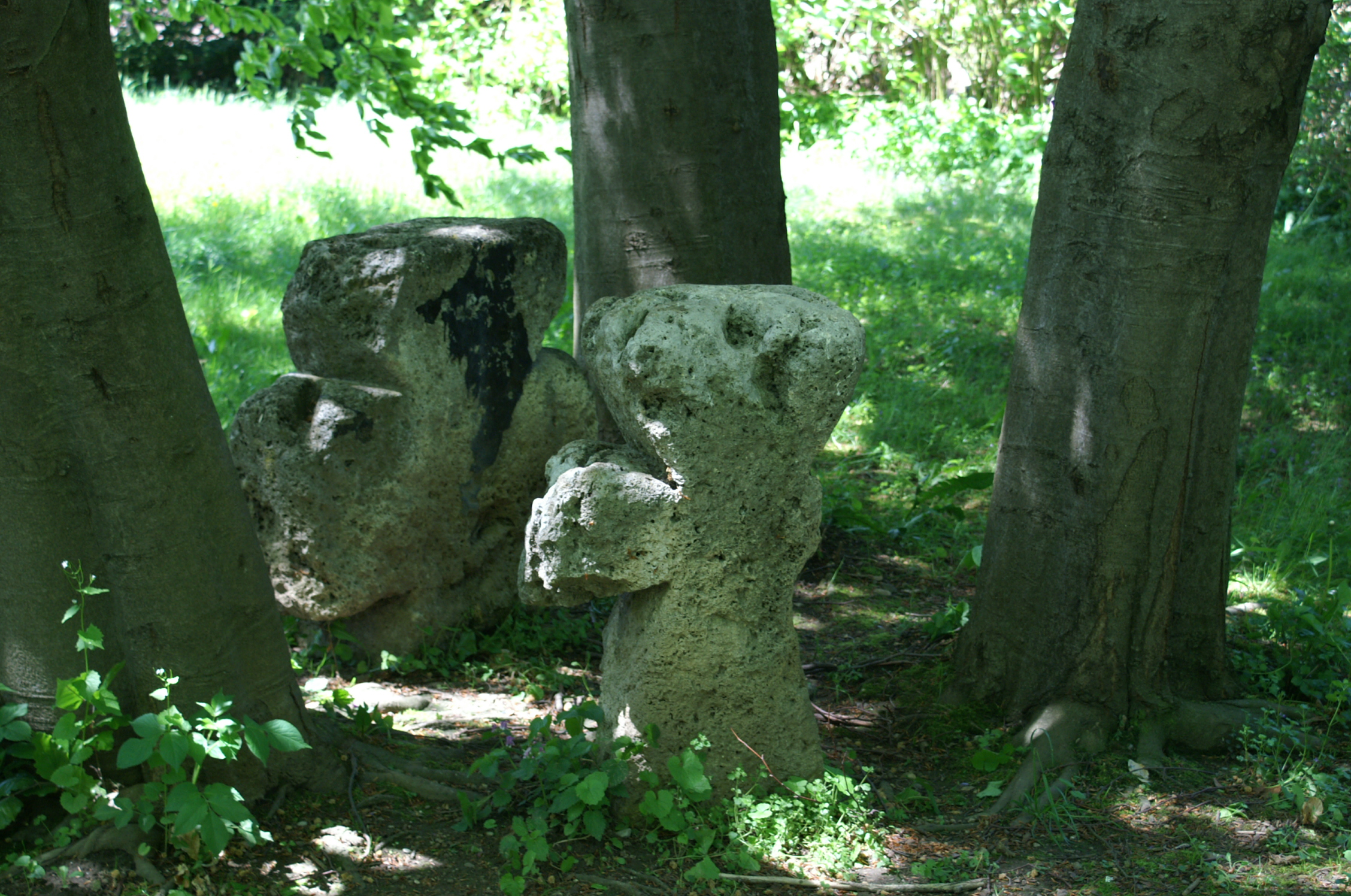
Steinkreuze, Augsburger Straße